# 안나 (드라마)
《안나》(영어: Anna)는 쿠팡플레이에서 2022년 6월부터 7월까지 방영된 대한민국의 심리 스릴러, 미스터리 드라마다. 배수지가 주인공 안나 역을 맡는다.

## 수상 목록
- 2022년 에이판 스타 어워즈 여자 연기상 (백지원)
- 2022년 제58회 대종상 영화제 시리즈 감독상 (이주영)
- 2023년 제2회 청룡 시리즈 어워즈 드라마 부문 여우주연상 (수지)
- 2023년 제18회 서울 드라마 어워즈 여자연기자상 (수지)